# Date A Live
Date A Live (jap. デート・ア・ライブ Dēto a raibu) – seria light novel napisana przez Kōshiego Tachibanę i zilustrowana przez Tsunako, publikowana od marca 2011 do marca 2020 nakładem wydawnictwa Fujimi Shobō pod imprintem Fujimi Fantasia Bunko. Spin-off, zatytułowany Date A Live Fragment: Date A Bullet, ukazuje się od marca 2017.
Adaptacja w formie telewizyjnego serialu anime była emitowana od kwietnia 2013 do czerwca 2024. Seria liczy obecnie 5 sezonów, za produkcję których odpowiadały kolejno studia: AIC Plus+, Production IMS, J.C.Staff i Geek Toys. W sierpniu 2015 został wydany film anime zatytułowany Gekijōban Date a Live: Mayuri Judgement.

## Fabuła
Trzydzieści lat temu centrum Eurazji zostało spustoszone przez zjawisko zwane „trzęsieniem przestrzennym”, powodując co najmniej 150 milionów ofiar. Po tym zdarzeniu, co pewien czas, na całym świecie występują pomniejsze trzęsienia.
Shido Itsuka, pozornie normalny licealista spotyka tajemniczą dziewczynę, która pojawiła się w samym środku krateru powstałego w wyniku trzęsienia przestrzennego. Jego siostra Kotori wyjawia mu, że dziewczyna jest jednym z „duchów”, istot z innego wymiaru, które są prawdziwą przyczyną kataklizmu.
Shido dowiaduje się również, że Kotori jest kapitanem statku Fraxinus, będącego częścią organizacji Ratatoskr, która rekrutuje go ze względu na jego tajemniczą zdolność pieczętowania mocy duchów i uniemożliwiania im bycia dalszym zagrożeniem dla ludzkości. Jednak jest pewien haczyk: aby zapieczętować ich moce, Shido musi sprawić, że każdy z duchów się w nim zakocha, a następnie pocałuje.

## Bohaterowie

### Główni
- Shido Itsuka (jap. 五河 士道 Itsuka Shidō)

Seiyū: Nobunaga Shimazaki, Yukiko Aruga (dziecko) 
- Tohka Yatogami (jap. 夜刀神 十香 Yatogami Tōka)

Seiyū: Marina Inoue 
- Kotori Itsuka (jap. 五河 琴里 Itsuka Kotori)

Seiyū: Ayana Taketatsu 
- Origami Tobiichi (jap. 鳶一 折紙 Tobiichi Origami)

Seiyū: Misuzu Togashi 
- Mio Takamiya (jap. 崇宮澪 Takamiya Mio)

Seiyū: Aya Endō 

### Duchy
- Yoshino Himekawa (jap. 氷芽川 四糸乃 Himekawa Yoshino)

Seiyū: Iori Nomizu 
- Kurumi Tokisaki (jap. 時崎 狂三 Tokisaki Kurumi)

Seiyū: Asami Sanada 
- Kaguya Yamai (jap. 八舞 耶倶矢 Yamai Kaguya)

Seiyū: Maaya Uchida 
- Yuzuru Yamai (jap. 八舞 夕弦 Yamai Yuzuru)

Seiyū: Sarah Emi Bridcutt 
- Miku Izayoi (jap. 誘宵 美九 Izayoi Miku)

Seiyū: Minori Chihara 
- Natsumi Kyouno (jap. 鏡野 七罪 Kyōno Natsumi)

Seiyū: Ayumi Mano 
- Nia Honjou (jap. 本条 二亜 Honjō Nia)

Seiyū: Hitomi Nabatame 
- Mukuro Hoshimiya (jap. 星宮 六喰 Hoshimiya Mukuro)

Seiyū: Akari Kageyama 
- Reine Murasame (jap. 村雨 令音 Murasame Reine)

Seiyū: Aya Endō 

### Ratatoskr
- Kyōhei Kannazuki (jap. 神無月 恭平 Kannazuki Kyōhei)

Seiyū: Takehito Koyasu 
- Kyoji Kawagoe (jap. 川越 恭次 Kyōji Kawagoe)

Seiyū: Gō Inoue 
- Masaomi Mikimoto (jap. 幹本 雅臣 Mikimoto Masaomi)

Seiyū: Kentarō Tone 
- Hinako Shiizaki (jap. 椎崎 雛子 Shiizaki Hinako)

Seiyū: Satomi Akesaka 
- Munechika Nakatsugawa (jap. 中津川 宗近 Nakatsugawa Munechika)

Seiyū: Gorgeous 
- Kozue Minowa (jap. 箕輪 梢 Minowa Kozue)

Seiyū: Tomoko Usami 
- Elliott Baldwin Woodman (jap. エリオット・ボールドウィン・ウッドマン Eriotto Bōrudowin Uddoman)

Seiyū: Jōji Nakata 

### Anti-Spirit Team
- Ryōko Kusakabe (jap. 日下部 燎子 Kusakabe Ryōko)

Seiyū: Ao Takahashi 
- Mana Takamiya (jap. 崇宮 真那 Takamiya Mana)

Seiyū: Misato 
- Mikie Okamine (jap. 岡峰 美紀恵 Okamine Mikie)

Seiyū: Kanami Satō 
- Mildred F. Fujimura (jap. ミルドレッド・F・藤村 Mirudoreddo Efu Fujimura)

Seiyū: Saki Ogasawara 

### DEM Industries
- Sir Isaac Ray Pelham Westcott (jap. サー・アイザック・レイ・ペラム・ウェストコット Aizakku Rei Peramu Wesutokotto)

Seiyū: Ryōtarō Okiayu 
- Ellen Mira Mathers (jap. エレン・ミラ・メイザース Eren Mira Meizāsu)

Seiyū: Shizuka Itō 
- Russell (jap. ラッセル Rasseru)

Seiyū: Seiya Yamanaka 
- James A. Paddington (jap. ジェームズ・A・パディントン Jēmuzu A. Padinton)

Seiyū: Toshiharu Nakanishi 
- Jessica Bailey (jap. ジェシカ·ベイリー Yūko Kaida)

Seiyū: Yūko Kaida 
- Roger Murdoch (jap. ロジャー・マードック Rojā Mādokku)

Seiyū: Ryūichi Hirose 
- Simpson (jap. シンプソン Shinpuson)

Seiyū: Naoki Bandō 
- Artemisia Bell Ashcroft (jap. アルテミシア・ベル・アシュクロフト Arutemishia Beru Ashukurofuto)

Seiyū: Eriko Matsui 

### Liceum Raizen
- Hiroto Tonomachi (jap. 殿町 宏人 Tonomachi Hiroto)

Seiyū: Anri Katsu 
- Tamae Okamine (jap. 岡峰 珠恵 Okamine Tamae)

Seiyū: Kaori Sadohara 
- Ai Yamabuki (jap. 山吹 亜衣 Yamabuki Ai)

Seiyū: Risako Murai 
- Mai Hazakura (jap. 葉桜 麻衣 Hazakura Mai)

Seiyū: Kayoko Tsumita 
- Mii Fujibakama (jap. 藤袴 美衣 Fujibakama Mii)

Seiyū: Midori Tsukimiya 

## Light novel
Seria ukazywała się od 19 marca 2011 do 19 marca 2020 nakładem wydawnictwa Fujimi Shobō pod imprintem Fujimi Fantasia Bunko. Podczas Crunchyroll Expo 2020, Yen Press ogłosiło, że nabyło prawa do dystrybucji w Ameryce Północnej.
| Nr | Data wydania (język japoński) | ISBN (język japoński)  |
| -- | ----------------------------- | ---------------------- |
| 1  | 19 marca 2011                 | ISBN 978-4-0407-1045-7 |
| 2  | 20 sierpnia 2011              | ISBN 978-4-0407-1046-4 |
| 3  | 19 listopada 2011             | ISBN 978-4-0407-1050-1 |
| 4  | 17 marca 2012                 | ISBN 978-4-0407-1047-1 |
| 5  | 17 sierpnia 2012              | ISBN 978-4-0407-1048-8 |
| 6  | 20 grudnia 2012               | ISBN 978-4-0407-1049-5 |
| 7  | 19 marca 2013                 | ISBN 978-4-0407-1030-3 |
| 8  | 20 września 2013              | ISBN 978-4-0407-1044-0 |
| 9  | 20 grudnia 2013               | ISBN 978-4-0471-2974-0 |
| 10 | 20 marca 2014                 | ISBN 978-4-0407-0066-3 |
| 11 | 20 września 2014              | ISBN 978-4-0407-0143-1 |
| 12 | 20 czerwca 2015               | ISBN 978-4-0407-0151-6 |
| 13 | 20 października 2015          | ISBN 978-4-0407-0694-8 |
| 14 | 19 marca 2016                 | ISBN 978-4-0407-0695-5 |
| 15 | 17 września 2016              | ISBN 978-4-0407-0927-7 |
| 16 | 18 marca 2017                 | ISBN 978-4-0407-0928-4 |
| 17 | 19 sierpnia 2017              | ISBN 978-4-0407-0929-1 |
| 18 | 20 marca 2018                 | ISBN 978-4-0407-2565-9 |
| 19 | 18 sierpnia 2018              | ISBN 978-4-0407-2821-6 |
| 20 | 20 marca 2019                 | ISBN 978-4-0407-2822-3 |
| 21 | 19 października 2019          | ISBN 978-4-04-073267-1 |
| 22 | 19 marca 2020                 | ISBN 978-4-04-073581-8 |

Spin-off, zatytułowany Date A Live Encore (jap. デート・ア・ライブ アンコール Dēto a raibu ankōru), był wydawany od 18 maja 2013 do 20 maja 2022.
| Nr | Data wydania (język japoński) | ISBN (język japoński)  |
| -- | ----------------------------- | ---------------------- |
| 1  | 18 maja 2013                  | ISBN 978-4-04-071007-5 |
| 2  | 20 maja 2014                  | ISBN 978-4-04-070116-5 |
| 3  | 20 grudnia 2014               | ISBN 978-4-04-070149-3 |
| 4  | 20 sierpnia 2015              | ISBN 978-4-04-070696-2 |
| 5  | 20 maja 2016                  | ISBN 978-4-04-070926-0 |
| 6  | 20 grudnia 2016               | ISBN 978-4-04-072092-0 |
| 7  | 20 grudnia 2017               | ISBN 978-4-04-072564-2 |
| 8  | 20 października 2018          | ISBN 978-4-04-072943-5 |
| 9  | 20 lipca 2019                 | ISBN 978-4-04-073269-5 |
| 10 | 20 sierpnia 2020              | ISBN 978-4-04-073270-1 |
| 11 | 20 maja 2022                  | ISBN 978-4-04-074603-6 |

## Manga
Premiera adaptacji w formie mangi z ilustracjami autorstwa Ringo odbyła się 16 kwietnia 2012, jednak ze względu na problemy zdrowotne Ringo, została anulowana po 6 rozdziałach.
| Nr | Data wydania (język japoński) | ISBN (język japoński)  |
| -- | ----------------------------- | ---------------------- |
| 1  | 21 sierpnia 2012              | ISBN 978-4-04-120446-7 |

Spin-off, zatytułowany Date AST Like, był publikowany od 9 marca 2012 do 9 grudnia 2013 na łamach magazynu „Gekkan Dragon Age”. Został opublikowany w 4 tankōbonach, wydanych między 6 września 2012 a 8 marca 2014.
| Nr | Data wydania (język japoński) | ISBN (język japoński)  |
| -- | ----------------------------- | ---------------------- |
| 1  | 6 września 2012               | ISBN 978-4-04-712826-2 |
| 2  | 7 marca 2013                  | ISBN 978-4-04-712859-0 |
| 3  | 9 lipca 2013                  | ISBN 978-4-04-712880-4 |
| 4  | 8 marca 2014                  | ISBN 978-4-04-070048-9 |

Trzecia manga, zatytułowana Date A Origami, była wydawana od stycznia 2012 do września 2013 w magazynie „Gekkan Dragon Age”. Jej publikacja została wznowiona po emisji drugiego sezonu anime, zanim ostatecznie została zakończona lipcu 2014. Dalsze rozdziały nie zostały zebrane w formie tankōbonu.
| Nr | Data wydania (język japoński) | ISBN (język japoński)  |
| -- | ----------------------------- | ---------------------- |
| 1  | 7 marca 2013                  | ISBN 978-4-04-712864-4 |

Kolejna manga, będąca adaptacją light novel, była wydawana w magazynie „Gekkan Shōnen Ace” od 26 listopada 2013 do 25 października 2014. W drugim tomie mangi ogłoszono, że trzeci tom, zaplanowany na zimę 2014 roku, będzie ostatnim. Seria ta została zilustrowana przez Sekihiko Inuia.
| Nr | Data wydania (język japoński) | ISBN (język japoński)  |
| -- | ----------------------------- | ---------------------- |
| 1  | 26 marca 2014                 | ISBN 978-4-04-121051-2 |
| 2  | 26 maja 2014                  | ISBN 978-4-04-121113-7 |
| 3  | 26 grudnia 2014               | ISBN 978-4-04-102457-7 |

Piąta manga, zatytułowana Date A Party, ukazywała się od 9 stycznia do 9 czerwca 2014 w magazynie „Gekkan Dragon Age” i została zebrana w jednym tankōbonie.
| Nr | Data wydania (język japoński) | ISBN (język japoński)  |
| -- | ----------------------------- | ---------------------- |
| 1  | 9 czerwca 2014                | ISBN 978-4-04-070185-1 |

## Anime
Adaptacja w formie telewizyjnego serialu anime została wyreżyserowana przez Keitarō Motonagę i wyprodukowana przez studio AIC Plus+. Seria była transmitowana w niższej jakości w serwisie Niconico, a każdy odcinek był dostępny na tydzień przed premierą telewizyjną, która odbyła się 6 kwietnia 2013 w stacji Tokyo MX. Ostatni odcinek wyemitowano 22 czerwca.
Po emisji telewizyjnej finałowego odcinka pierwszego sezonu zapowiedziano powstanie drugiego, którego emisja została zaplanowana na kwiecień 2014. Za produkcję animacji odpowiadało studio Production IMS. Emisja rozpoczęła się 12 kwietnia i zakończyła 14 czerwca 2014, licząc 10 odcinków. Niewyemitowany odcinek został dołączony do trzeciego tomu zbioru opowiadań Date A Live Encore, który został wydany 9 grudnia 2014.
21 października 2017 Tachibana ogłosił na swoim koncie na Twitterze, że Date A Live dostanie trzeci sezon. Produkcją animacji zajęło się studio J.C.Staff, a obsada i członkowie ekipy produkcyjnej powrócili do prac na serialem. 12-odcinkowa seria była emitowana od 11 stycznia do 29 marca 2019.
17 września 2019 zapowiedziano nowy projekt anime. Później podano do wiadomości, że będzie to adaptacja Date A Live Fragment: Date A Bullet. Tachibana ogłosił za pośrednictwem swojego konta na Twitterze, że oprócz adaptacji spin-offu, nowe anime otrzyma również główna seria.
16 marca 2020 ogłoszono, że seria otrzyma czwarty sezon. Został wyprodukowany przez studio Geek Toys i miał mieć premierę w październiku 2021, ale został opóźniony do 2022 roku z powodu „różnych okoliczności”. Za reżyserię odpowiadał Jun Nakagawa, scenariusz napisał Fumihiko Shimo, postacie zaprojektował Naoto Nakamurą, a muzykę ponownie skomponował Go Sakabe. Emisja rozpoczęła się 8 kwietnia i zakończyła 24 czerwca 2022, licząc 12 odcinków.
Po zakończeniu czwartego sezonu ogłoszono sezon piąty. Główna obsada i ekipa produkcyjna powróciły do prac nad serialem. Anime było emitowane od 10 kwietnia do 26 czerwca 2024.

### Ścieżka dźwiękowa
| Seria          | Tytuł                   | Wykonawcy                                      | Źródło   |
| Czołówka       | Czołówka                | Czołówka                                       | Czołówka |
| -------------- | ----------------------- | ---------------------------------------------- | -------- |
| 1              | „Date A Live”           | sweet ARMS                                     | [ 5 ]    |
| 2              | „Trust in You”          | sweet ARMS                                     | [ 85 ]   |
| 3              | „I Swear”               | sweet ARMS                                     | [ 86 ]   |
| 4              | „OveR”                  | Miyu Tomita                                    | [ 8 ]    |
| 5              | „Paradoxes”             | Miyu Tomita                                    | [ 83 ]   |
| Napisy końcowe |                         |                                                |          |
| 1              | „Hatsukoi Winding Road” | Kayoko Tsumita, Risako Murai, Midori Tsukimiya | [ 87 ]   |
| 1              | „Save The World”        | Iori Nomizu                                    | [ 87 ]   |
| 1              | „Save My Heart”         | Iori Nomizu                                    | [ 87 ]   |
| 1              | „Strawberry Rain”       | Iori Nomizu                                    | [ 87 ]   |
| 2              | „Day to Story”          | Kaori Sadohara                                 | [ 85 ]   |
| 3              | „Last Promise”          | Erii Yamazaki                                  | [ 88 ]   |
| 4              | „S.O.S”                 | sweet ARMS                                     | [ 8 ]    |
| 5              | „Hitohira”              | sweet ARMS                                     | [ 83 ]   |

## Film anime
Po emisji finałowego odcinka drugiego sezonu ogłoszono, że seria otrzyma film anime. Podczas wydarzenia „Date A Live II”, ujawniono, że film będzie nosić tytuł Gekijōban Date a Live: Mayuri Judgement, a jego premiera odbędzie się 22 sierpnia 2015. Nad jego historią czuwał autor light novel Kōshi Tachibana, za reżyserię odpowiadał Keitarō Motonaga, a scenariusz napisał Hideki Shirane. Nobunaga Shimazaki, seiyū Shido Itsuki, przedstawił postać tytułowej bohaterki – Mayuri. 10 kwietnia 2015, potwierdzono, że głosu Mayuri użyczy Sora Amamiya.